# ひょうきん懺悔室
ひょうきん懺悔室（ひょうきんざんげしつ）は、かつてフジテレビ系列で放送されていたバラエティ番組『オレたちひょうきん族』のコーナー。
1983年10月1日放送『秋のひょうきんスペシャル』よりコーナー開始。当初のタイトルは『ひょうきんざんげ室』で、「懺悔」の部分が平仮名表記であった。同年10月15日放送のコーナー3回目から『懺悔室』と漢字表記になった。
1988年秋のリニューアルにより「懺悔室」は一旦終了したが、翌1989年10月14日の最終回「タケちゃんマン忠臣蔵」の1コーナーで復活。その後、「新春かくし芸大会」(1993年)・「FNS888スペシャル」(1996年)・「笑っていいとも!」(2001年)・「SMAP×SMAP」(2003年・2013年)・「FNS27時間テレビ」(2008年)にも限定復活した。
なお「懺悔」という言葉は「さんげ」とも読むがその場合は仏教用語である。

## 概要
電飾の施された教会の前面に腕を斜めにし張りつけにされた格好の、ブッチー武者扮する神様が安置された懺悔室を舞台とし、番組プロデューサーの横澤彪が黒衣の神父に扮し、出演者やスタッフなどが自分のNGを懺悔する。なお開始初期にはイエス・キリストのように十字架の電飾に合わせ十字に磔にされた形にしていたが、ブッチー武者曰く「始まって3週目に、どこかのキリスト教の団体からクレームがきた」ため「十字架を外し、はりつけで左右に平行に伸ばした腕の位置を、斜めの角度にする」形に変更された。
1. 神父が『罪深き、迷える子羊よ、入りなさい』とNGをした出演者を呼ぶ
2. 神父が『心ゆくまで懺悔をなさい』と懺悔を促す
3. 出演者による懺悔、またはその出演者を連れてきた付添人による告発が行われ、出演者が許しを請う
4. 神父が『祈りなさい。祈りなさい』と祈りを促し裁定に突入する。初期は『それは神のみぞ知ること。祈りなさい。祈りなさい』『神よ、許すならマル、許せぬならバツで、お答え下さい』と述べていたが簡略化された。このとき、BGMを流しながら画面では神様と出演者とが交互にクローズアップされる。
5. 神様が裁定する。反省が足りないと神様が絶叫しつつ両手を交差させるように「バツ」のジェスチャーをして大量の水を浴びせられ、逆に反省が認められれば神様が微笑みながら頭の上で両手で「マル」のジェスチャーをし、天井から紙吹雪が降る。なおブッチー武者によれば「○×の判定について、横澤さんが私に指示を出しているのではないかと思った方もいたようですが、すべて私の判断で忖度なくやっていました」とのこと[3]。

「バツ」の水はバケツ一杯が通例であるが、
- 抗議するなど反省していないと見なされ二杯、三杯とかけられる
- 「マル」を出したにもかかわらず、余計な一言を言ったため「バツ」になり水をかけられる
- 「マル」と見せかけて「バツ」を出す（その逆パターンもあった）
- 「バツ」にもかかわらず水をかぶらないと思わせておいて時間差攻撃で水をかける
- ADが水をかけた後、とどめにNGをした出演者やスタッフめがけて空になったバケツを落とす

などの変形パターンもあった。水をかけるADが悪ノリしてやっている姿も放映された。
その一方で、ADではなく被害者となった出演者が加害者となった出演者に水をかけた後、とどめに加害者となった出演者めがけて空になったバケツを落として報復するパターンもあった。
一回の放送につき三人ほどの懺悔の模様が放送されたが、実際には、たとえゲストであろうと番組でNGを出した者全員が懺悔室の対象であり、放送時間の関係で面白いものだけが放送されたと後に明された。「懺悔! 懺悔!」は当時流行語になり、後述通りパロディも多数登場した。なお神様の裁定時の判定における手の動きだが、「マル」のときはスローだったのに対し、「バツ」のときは逆に素早い動作だった。
また、NGを出さなくても懺悔室に送られるケースもあり、西川のりおは『金儲けしすぎ』という全く番組に関係ない理由で懺悔させられ、水をかけられたことがある。また、公開収録の『ひょうきん公開懺悔室』では、収録テープが入ったビデオデッキの操作ができなかったという理由で明石家さんまが懺悔するハメになったこともある。
懺悔室に送り込まれる対象は拡大して行き、裏方である番組スタッフ、レギュラーが出演した番組、プライベート、営業（後述の出張懺悔室）に加えて、たけしのマネージャー（当時）菊池忠、フジテレビの別の番組出演者、フジネットワーク所属の系列局の社員、フジテレビ乗り付けのタクシー運転手、間違えてテレビ朝日にスタッフ用の弁当を届けた仕出し店の配達員、収録中の客など一般人にまで広がり、当時フジテレビアナウンサーだった逸見政孝や同じく編成局長だった日枝久が送り込まれた回もあった。時には神様がマルを出したのに水をかけられたという理由で、出演者の抗議で山田邦子と神様とが入れ替わり神様が水をかけられることもあった。
時にはNGを誰一人も出さなかった、NGでも面白かったからOKにしたためNG無しという回もあり、その際は「今日は懺悔の無い良い一日でした」と言うナレーションの後、マルの際と同様に紙吹雪が降って、エンディングの流れとなった。神様に大量の水を掛けるパターンもあった。
判決直前に使われていたBGMは、『宇宙刑事ギャバン』の「ギャバン蒸着」（作曲：渡辺宙明）。
通常はこの『ひょうきん懺悔室』が番組の最後のコーナーで、これが終わるとそのままエンディング曲、提供クレジットが出て番組が終わる、という流れであった。

## その他の懺悔室

### コーナーの発展バリエーション
出張懺悔室
1984年9月スタート。視聴者から投稿を受け付け、懺悔室の神様と神父が街中や行楽地など（スキー場や、地方局のローカルバラエティ番組に行ったこともある）に出張し、投稿者から名指しされた素人に懺悔させた。神父は横澤ではなく、ブッチー武者の相方だった水島びん。後にこれは、レギュラー陣が当時担当していた他の番組の収録現場でも行われるようになった。
公開懺悔
1983年大晦日の「年忘れひょうきんスペシャル」で初登場。春・秋の改編期や年末恒例の特番「ひょうきんスペシャル」にて、スタッフが気付かなかったNGを視聴者からの投稿で再検証し、容疑者を懺悔の部屋に送り込むもの。進行はたけし（フライデー襲撃事件を起こした直後の1986年末は紳助が代行）とさんま。神様は特番中ずっと立ちっぱなしで両腕を広げたままであった。また、フジテレビの『ひょうきん族』以外の番組や他局の番組でも同様に放送した。
告げグチ懺悔室
1985年の年末スペシャルで告げグチ人が懺悔する人とその人の悪質な行状を告知し、懺悔をさせる。
1985年の年末SPでは、前半：片岡鶴太郎→島田紳助→渡辺正行→紳助、後半：ラサール石井→紳助だった。
実はそれ以前に、ゲストとして出演していたクラッシュギャルズが告げグチ人となって、極悪同盟のダンプ松本とクレーン・ユウが実際に行った試合中での反則行為を告発して出張懺悔室で懺悔させる企画があった。
第30回新春スターかくし芸大会
1993年1月1日放送の白組の出し物が、「オンナだらけのひょうきん族」で、神父役は逸見政孝、神様役はブッチー武者、懺悔をする発端は、ゲームで松本明子がずるをし、最後の裁きは、「バツ」となり、松本、相原勇、ゆうゆ、マルシアが水を浴びた。
FNS888まつり 夏休み!祭りだ!ワッショイ!
1996年8月8日に1日限定の復活。神父にさんま、訪れたメンバーはのりお、おさむ。共に水を浴びた。
FNS27時間テレビ!! みんな笑顔のひょうきん夢列島!!
2008年7月27日・28日に1日限定の復活。番組中に自らのネタが滑った芸人達（世界のナベアツ、髭男爵・ひぐち君、狩野英孝、クールポコ）や、他の芸人達（藤崎マーケット、クールポコ、モエヤン、イワイガワ・岩井ジョニ男）からそれぞれのネタを盗んだガレッジセール・ゴリ、多くの芸人の前で自らの芸で滑らせてしまったペナルティ・ワッキー、大きすぎるピラルクの被り物で周りに迷惑をかけたアンタッチャブル・山崎弘也、生放送中にうっかり子供を泣かしてしまったアダモステ、「ネプリーグ」のコーナーで終始ボケず真面目にゲームに参加した「ひょうきんオールスターズ」の面々（片岡鶴太郎、山田邦子、大平サブロー、島崎俊郎）のほか、懺悔が終わったクールポコにタオルを渡そうとして滑って転んだところをカメラに映ってしまった女性AD、鶴太郎のピヨコ隊衣装の一部を発注し忘れたディレクター、「爆笑!列島カーペット」でボケすぎた全国の女子アナを代表してなぜかコーナー司会者の今田耕司、そして定年退職記念として各芸能人に本番組の制作への協力依頼をしていたが、直前に役員待遇に昇進し定年が2年延びた神父役の番組総合演出・三宅恵介も懺悔となり水を浴びた。その後、ひょうきん族のオープニングテーマだった「ウィリアム・テル序曲」が流れる中、山田邦子とラサール石井に懺悔室に連れられたビートたけしが三宅に押さえられ大量の水を浴びる事となった。

## エピソード
- 当初は『秋のひょうきんスペシャル』のみの単発企画として1回のみで放送される予定であったが、好評によりレギュラーコーナー化される事になった。レギュラー化が決定した直後、ブッチー武者はスタッフから「1か月間だけ水曜日を開けてくれる?」と言われたという[5]。後年のブッチーの回想によると、神様役に選ばれた理由として「暇な芸人」「朝8時から夜までずっといられる人」「ややデブでギャラが安い人」という条件に合致したためだという[5]。
- コーナーの収録は毎週水曜日に行っていた。収録時間は午前8時からであったが、長いときは翌日の午前3時まで収録を行っていた事があったという。NGが出ると、車輪付きのセットごとスタジオの外へ出されたという[5]。
- コーナー自体の視聴率は、裏番組であった『8時だョ!全員集合』のショートコントが終了した後の時間帯にコーナー自体を設定していたため、瞬間視聴率は高かった。コーナー開始と同時期に『ひょうきん族』の視聴率が『全員集合』を上回るようになり、『全員集合』末期には瞬間視聴率が30%を超える週もあったという[5]。
- 当時の出演者曰く、「水ではなく、お湯（ぬるま湯）をかけること」が頻繁で「この件で次の仕事に支障を来たさないための配慮」であったとも語られていた。後に他のバラエティ番組がパロディで懺悔室を再現した際、島崎俊郎は「本物の水やないか! あの、あの、常識の無いひょうきん族でもぬるま湯やったわ!」と絶叫[注釈 6]。しかし、中には冷水であったり、インクや粉をかけられることもあった。そのうえ、被った際の貸衣装代は全て自腹で弁償か買い取り、もしくはクリーニングしなければならなかった[注釈 7]。
- 当時局アナだった寺田理恵子と長野智子は軽装の下に水着を着用してこのコーナーに臨んだことがあり、長野に至っては水を被ったのちに脱衣して水着姿を晒したこともあった。
- 神父の衣装は当初、布製だったが濡れて縮むなど管理が大変だったため、ゴム製に変更された。
- 懺悔室そのものにも懺悔があった。紙吹雪の入った袋を落としたスタッフによるもの。結果は○。紙吹雪の入った袋が複数落ちた。
- ブッチー武者によると、懺悔の神様としてのマルかバツかは自分で決めていたという[5]。次のスケジュールの都合上濡れるわけには行かない場合はマルにしていた[6]。ただし、神様がマルを出したにもかかわらず出演者が水をかけられ、直後に神様が謝りながら懺悔をさせられるというように、事前に決まっていた裁定を神様が間違えたと匂わせる回もある。
- ひょうきんベストテンにゲストで出演したアイドルやアーティストも、NGを出すと容赦なく懺悔室送りとなったが、大抵は事務所側への配慮で〇となっていた。しかし、工藤夕貴や三田寛子、C-C-Bの様に×が出て大量の水を浴びたアイドルやアーティストも少なくない。
- 2025年のフジテレビ問題における2度目の記者会見直前に日枝久が出演した回が話題となり、ネット上では「フジの役員達も頭から水を被りなさい」といった意見もあったという[4]。

### 他の番組における懺悔室
- 100%キャイ〜ン! - チクリ忍者
- くりぃむナントカ - ナントカ大反省会
- TVオバケてれもんじゃ - 神様役のブッチー武者が第1話にゲスト出演、この回のサブタイトルにもなった。劇中では主人公を裁き○を出すも、祭壇を乗っ取ったテレモンに判決を覆された。
- めちゃ2イケてるッ! - 神様役のブッチー武者がゲスト出演。「めちゃイケ懺悔室」として放送。
- DAIBAッテキ!! - チェキッ娘のメンバーが、番組中でのNG、発言などを懺悔するコーナーがあった。神父役は山本シュウ、神様役は大島直也（ドロンズ）、水をかけていたのはドロンズ石本。水をかけるのではなく、パイを顔に押し付けたこともあった[注釈 8]。
- ラジかるッ - 2007年12月30日放送の特番『ラジかる×ラジかるッ 全国制覇'07 年忘れ祭り』の「ウエスポーン!女ののど自慢 大失恋ザンゲSP」に出演したにしおかすみこが極度の音痴のため、懺悔する羽目になった（神様役はブッチー武者）。判定は「×」で、上から水をかけられたが、頭でなく背中にかかってしまった。
- ヨハネの洗礼 - 2009年10月から2010年3月までTBS系で放送されたミニバラエティ番組。このコーナーをイメージしている。
- クイズ!ヘキサゴンII - 2009年9月16日から2011年3月9日まで、最下位のチーム全員による「お楽しみゲーム」であり、ゲーム開始前に上下ともジャージに着替えてからロシアンルーレット形式による水浴びゲームを行う。
- SMAP×SMAP - さんまが『玉様ビリヤード』に出演して敗北した際に罰ゲームとして用意され（この際のタイトルは『スマスマ懺悔室』で神父はSMAP全員が扮したが、神様はブッチー武者）大量の水を被ることになったが、1回目は直撃せず結果的に3回被る事になった。
- 爆笑問題のニッポンの教養 - 2010年放送。史上初めてNHKの番組で実施された。この放送回は発案者の一人でもある横澤彪がゲストで、横澤の自宅での番組収録であった。BGMで「ウキウキWatching」が流れるなど、NHKでは珍しい演出が見られたほか「自身が最も気に入っていたコーナー」として本コーナーを挙げ、横澤宅に神様ら往年のメンバーを招くという内容だった（この時は個人宅ということもあって「マル」で番組終了）。
- 妖怪ウォッチ - ミニアニメ「コマさんタクシー」としてコマさんが運転手役となり客役の妖怪に抗議のメッセージに関する反省をさせる。助手席のコマじろうがクレームを紹介する。
- ミュージックステーションスーパーライブ2017 - ゴールデンボンバーの初生演奏の最後にブッチー武者が本物同様のセットと共に登場。ゴールデンボンバーへの裁定は「バツ」となり、天罰は水ではなく安全な低温花火を浴びせた。
- 日向坂で会いましょう - 2022年8月22日放送。「真夜中の懺悔大会！」と題して、過去に嘘をついたりしていたことを番組中に告白し、MCの春日俊彰（オードリー）が「懺悔室行き」か「懺悔必要なし」を判定。結果11人中9人が懺悔室行きとなった。しかし、収録が押しているという理由からなぜか懺悔室行きではない2人が懺悔することとなり、番組の最後に「ひなあい懺悔室」にて、春日扮する「かす神様」に懺悔した。1人目の富田鈴花は許され花吹雪が舞ったものの、2人目の森本茉莉は許されずたらいを落とされた。最後に、懺悔室行きの判定がおかしかったとして春日が懺悔させられ、富田扮する「富神様」に懺悔したが赦されず、天井いっぱいに引き上げられたたらいを落とされ悶絶した。 2023年12月25日放送分にも同じ企画が放送され、ひなあい懺悔室では再び森本にたらいが落とされたほか、春日に至っては前回と全く同じ理由でたらいが落とされた。
- 行列のできる法律相談所

### パロディ
- 『ドラえもん』の道具の中にこのひょうきん懺悔室をモチーフにした、「ざんげぼう」がある[7]。
- 『風雲児たち』で平賀源内が獄死する直前に見る悪夢としてひょうきん懺悔室のパロディが登場する[8]。
- 『ビックリマン』第一弾のキャラに懺悔室を元ネタにした「水かける蔵!王」「お祈り神父」「男魔ザンゲ」がある。
- 『週刊トロ・ステーション』1周年となる第54号[注釈 9]では自分の欲望に忠実で怠惰なクロを反省させるための「クロ懺悔室」が開かれた。その後も反省すべき行動があるため何度も開かれている。
- 『ジュエルペットサンシャイン』38話[注釈 10]Bパート全体がひょうきん懺悔室のパロディで構成され、懺悔の部屋のセットやBGM、さらには登場人物のテロップやカメラワークまで忠実に再現されている。
- 『銀魂'』51話(252話) 最終回の内容が今までの罪（モザイク・下ネタ・パロディの連発など）を謝罪するというアニメオリジナルストーリーで一部ひょうきん懺悔室のネタが使われた（しかし懺悔の途中で大量に嘔吐し、建物が破壊されるほどの反吐が降った）。
- 『天使の3P!』次回予告がひょうきん懺悔室のパロディになっている。金城そらがザンゲの神様に扮し、「マル!!」なら紙吹雪、「バツ!!」なら本家同様に水をかぶる。そら扮する神様の土台にはスクロールで次回のサブタイトルが表記されている。
- 『Dr.スランプ』第13巻（ジャンプ・コミックス、1984年3月9日発売 ISBN 408851193X ）の話間の企画ページが『トリヤマアキラ懺悔の部屋』であり、これは過去の『Dr.スランプ』におけるNG部分について鳥山明自身（漫画で描かれている）が懺悔するというもので、「マル!!」なら紙吹雪、「バツ!!」なら水をかぶるという、本家と同様の一コマ漫画が描かれていた。
- 『とらドラ』第五話の中で高須竜司が櫛枝実乃梨に『自分で自分を天然って言ってる人をどう思う？』という質問をし、その返答を櫛枝は懺悔室のパロディーで答えている。